# Phayao Provincial Administrative Organization Stadium
Das Phayao Provincial Administrative Organization Stadium, auch Phayao Province Stadium (Thai สนาม อบจ.พะเยา หรือ สนามกีฬาจ.พะเยา) genannt, ist ein Mehrzweckstadion in Phayao in der Provinz Phayao, Thailand. Es wurde hauptsächlich für Fußballspiele genutzt und war bis 2017 das Heimstadion vom Drittligisten Phayao Football Club. Sollte der Verein 2020 den Spielbetrieb nach zweijähriger Sperre wieder aufnehmen wird es wieder das Heimstadion des Vereins. Das Stadion hat eine Kapazität von 2406 Personen. Eigentümer und Betreiber des Stadions ist die Phayao Provincial Administrative Organization.

## Nutzer des Stadions
| Verein    | Zeitraum der Nutzung |
| --------- | -------------------- |
| Phayao FC | 2010                 |
| Phayao FC | 2012 – 2017          |